# Жан Ле Венёр
Жан Ле Венёр (1473— 7 августа 1543) — французский священник, бенедиктинец и политик.
Он был каноником Парижа, графом-епископом Лизьё (1505–1539), аббатом Ле-Бека, генеральным викарием епископства Эвре, 37 аббатом Мон-Сен-Мишель (1524–1539), великим раздатчиком милостыни Франции (1526-1543) и кардинал (1533-1543). Его обычно называют кардиналом Ле Венёром, но иногда его также называют кардиналом де Лизьё или кардиналом де Тильер.

## Биография

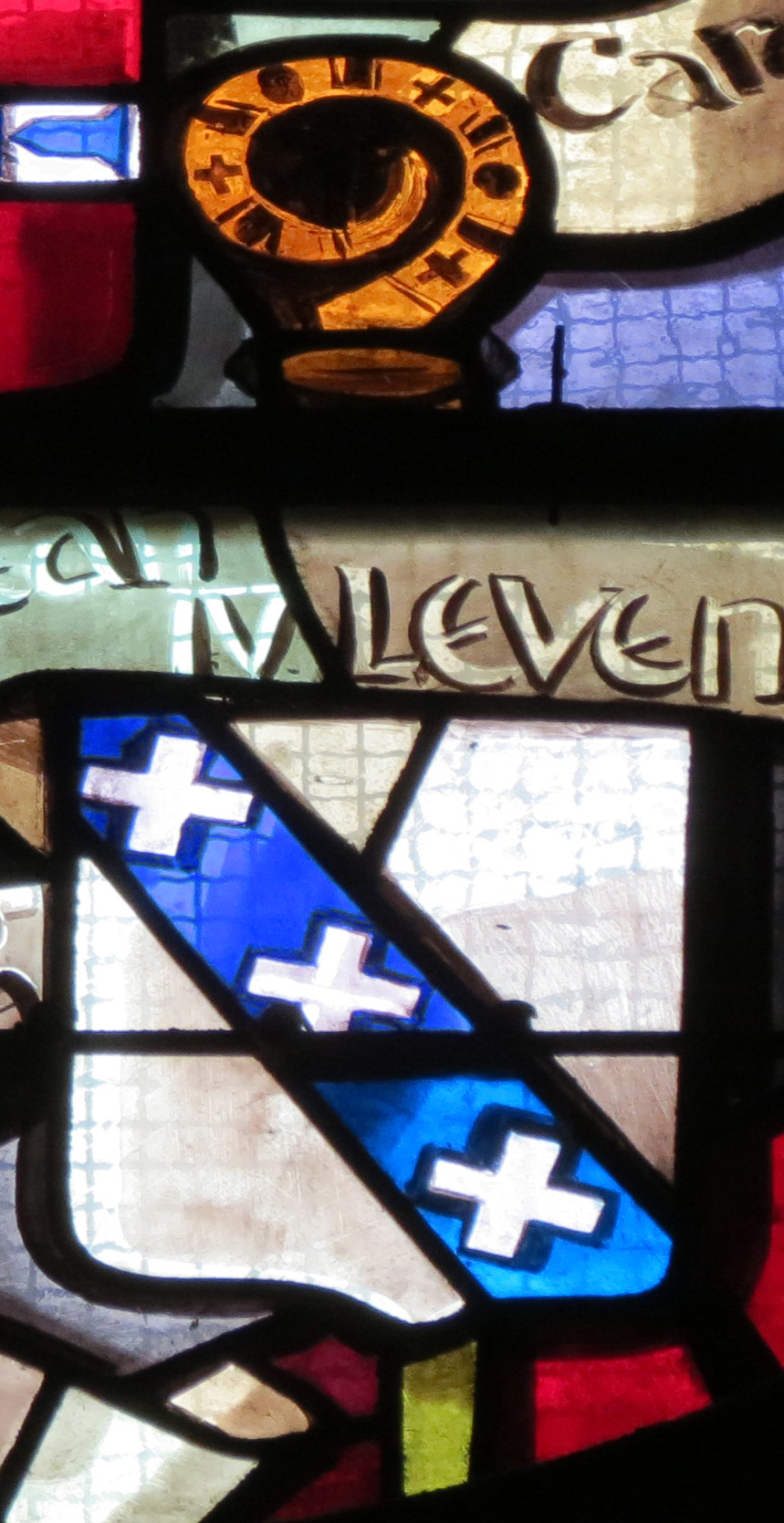
Герб Жана IV Ле Венёра де Тильера в храме Лизьё.

Он был каноником Парижа, архидиаконом церкви Лизьё и аббатом Сен-Грестена. 2 октября 1505 г. он стал епископом и графом Лизьё и аббатом Бека. Он сделал много хорошего для своей церкви в Лизьё, епископом которой он оставался до 1539 года, когда он отказался от своей должности в пользу своего двоюродного брата по материнской линии, будущего кардинала Жака д'Аннебо.
Его брат Амбруаз Ле Венёр был избран епископом Эврё в 1511 году, как и его внучатый племянник Габриэль Ле Венер в 1532 году .
Он был членом Королевского совета с 1516 года,  присутствовал на коронации королевы Клод Французской в 1517 году. Франциск I добился избрания его аббатом Мон-Сен-Мишель в 1524 году.

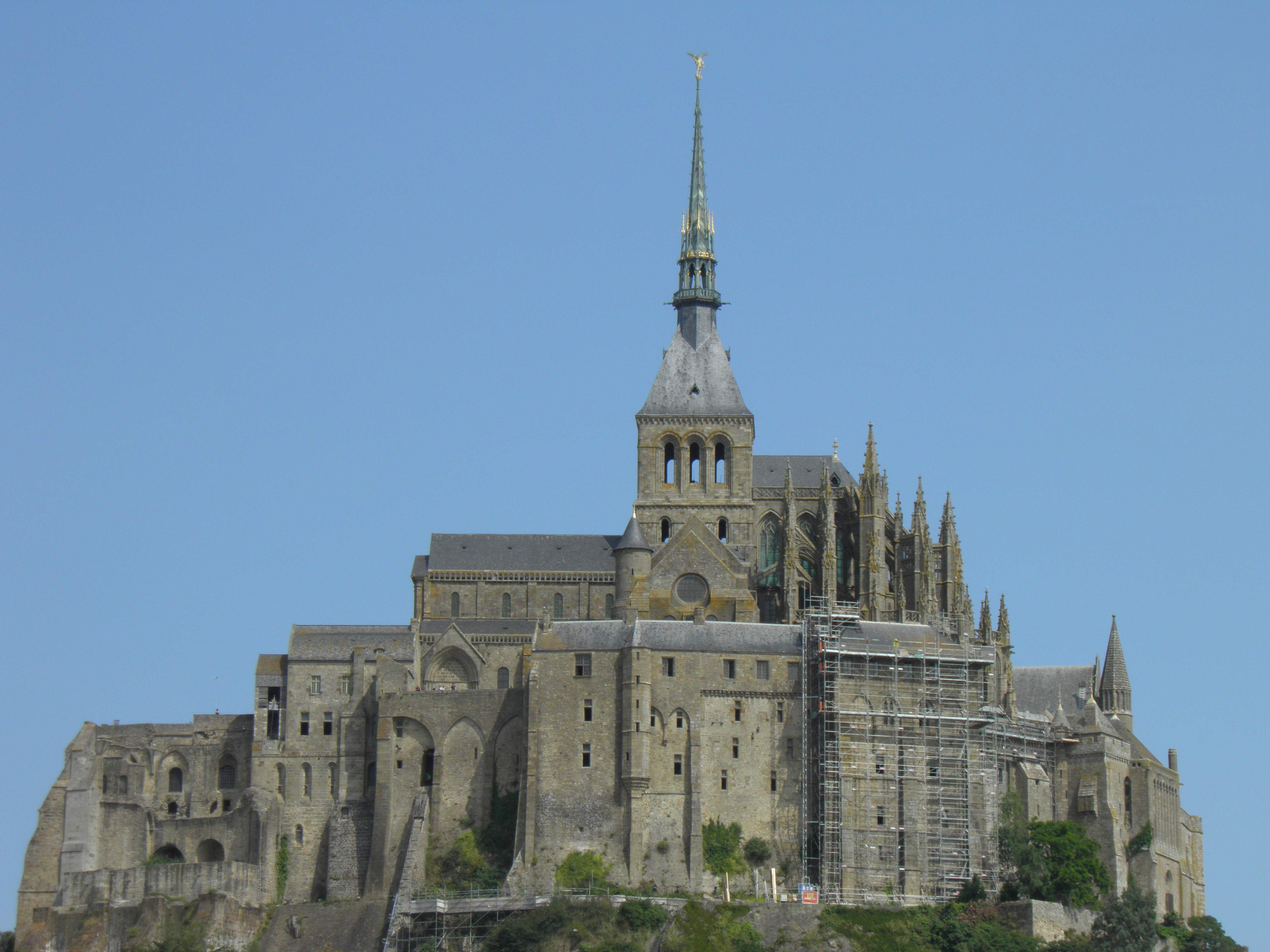
Мон-Сен-Мишель.

### ВеликийкапелланФранции
После битвы при Павии 24 февраля 1525 г., когда король был взят в плен, Жан Ле Венёр стал генерал-лейтенантом в правительстве Нормандии по письмам от герцога Алансона 4 марта 1525 г. Также он был одним из участников переговоров по Мадридскому договору 1526 года. После его освобождения, Франциск I назначил его великим капелланом Франции в 1526 году. Именно в этом качестве он реформировал статуты госпиталя 15-20 в Париже.
Заплатив выкуп в четыре с половиной тонны золота за освобождение царских сыновей, 7 июля 1530 г., он праздновал брак Франциска I и Элеоноры Австрийской, в аббатстве сестер Клариссинок Сен-Лоран-де-Бейри, недалеко от Мон-де-Марсан.

### Жан Ле Венер и Канада
В своей двойной должности аббата Мон-Сен-Мишель и великого капеллана Франции Жан Ле Венёр представил и рекомендовал Жака Картье Франциску I по случаю паломничества, которое король совершил в аббатство 8 мая 1532 г. Выбор Жака Картье, моряка, не имевшего особой известности на момент его представления королю, был связан с тем, что один из родственников моряка был налоговым адвокатом по доходам вышеупомянутого аббатства.
Чтобы завладеть новыми землями, король сначала намеревался решить проблему прав, возникшую из-за буллы Inter caetera Папы Александра VI, разделившего новые земли между испанцами и португальцами. В этот смутный период необходимо было избежать осуждения со стороны Рима. Жан Ле Венёр сыграл на своих отношениях с Ипполито Медичи, племянником папы Климента VII и архиепископом Монреаля в 1532 году. Жан Ле Венёр в 1533 году получил от папы толкование той самой буллы Александра VI, ограничивающей использование земель, открытыми на момент ее написания, и позволяющее королю Франции вступать во владение землями, которые он откроет. Эта интерпретация позволила королю Франции взять на себя инициативу по открытию новых земель и владению ими в надежде найти там богатства, подобные ацтекским, и, возможно, найти проход в Катай (название Китая в западноевропейских языках после путешествий Марко Поло). Этот успех, вероятно, позволил ему получить титул кардинала.
Сдерживая обещание, данное им королю, Жан Ле Венёр из собственных средств внес вклад в оплату поездки Жака Картье в будущую Канаду и предоставил капелланов для поездки среди монахов Мон-Сен-Мишель.
Название Монреаль, данное острову Ошлага, будет свидетельством благодарности Ипполито Медичи.

### Кардинал
Жан Ле Венер был назначен кардиналом титула Базилики Святого Варфоломея на острове  5 ноября 1533 г. в Марселе папой Климентом VII.
Во время этой поездки в Марсель Франциск I и новый кардинал Ле Венёр также получили от папы Климента VII буллу, ограничивающую раздел Нового Света 1493 года (bulle Inter cœtera II ) между коронами Испании и Португалии на единственные земли, известные на тот момент, «а не на земли, впоследствии открытые другими коронами».

### Смерть
Кардинал Жан Ле Венёр скончался 7 августа 1543 г., ему было 70 лет. Он был похоронен в церкви Сен-Андре д'Аппевиль, а его сердце было перенесено и заложено в хоре аббатства ле-Бек. Остров Ле Венёр в Квебеке, в среднем течении реки Истмейн, был назван так в 1945 году в память о кардинале Ле Венёре.